# ヒューマックスシネマ
株式会社ヒューマックスシネマ（HUMAX CINEMA INC.）は、関東地方で映画興行およびポストプロダクション業を主業務とする企業。
ヒューマックスグループ（林瑞祥会長）に属している。ポストプロダクション業務はHACスタジオとして営業している。

## 沿革
- 1947年4月：林以文がムーランルージュ新宿座を買収。劇場経営に着手する。
- 1947年12月：新宿地球座・新宿座（後の新宿ジョイシネマ）開館。
- 1948年5月：現在のヒューマックスグループの前身となる恵通企業株式会社を設立。
- 1951年5月：ムーランルージュ新宿座閉館。
- 1958年12月：新宿地球会館落成。
- 1963年11月：渋谷地球会館（後のヒューマックスパビリオン渋谷公園通り）落成。
- 1965年11月：ジョイパックフィルム株式会社（現在のヒューマックスシネマの前身）設立。
- 1967年10月：池袋地球会館（後のヒューマックスパビリオン南池袋）落成。
- 1971年10月：新宿ジョイパックビル（後のヒューマックスパビリオン新宿歌舞伎町）落成。
- 1983年：新宿地球座が「歌舞伎町松竹」（後の新宿ジョイシネマ2）に館名変更。松竹映画の封切館となる。
- 1984年1月：新宿座が「新宿ジョイシネマ」に館名変更。
- 1985年12月：池袋劇場を改装し、池袋ジョイパックビル3（後のヒューマックスパビリオン池袋サンシャイン60通り）とする。
- 1987年7月：恵通企業を株式会社ヒューマックスに社名変更。
- 1987年：新宿名画座を「新宿シネパトス」（後の新宿ジョイシネマ3）に館名変更、リニューアルオープン。
- 1988年7月：銀座シネパトス開館。
- 1989年4月：ジョイパックフィルムをヒューマックスピクチャーズに社名変更。
- 1991年4月25日：横須賀ジョイシネマ開館。
- 1998年4月10日：池袋ジョイシネマ1・2・3を閉館。

### 株式会社ヒューマックスシネマ
- 1995年7月：株式会社ヒューマックステクノロジー設立。
- 1999年12月：横須賀ジョイシネマを横須賀HUMAXシネマズに館名変更、リニューアルオープン。
- 2000年7月8日：池袋HUMAXシネマズ開館。
- 2002年3月：成田HUMAXシネマズ開館。
- 2003年3月：ヒューマックステクノロジーとヒューマックスピクチャーズの全事業部門をヒューマックスシネマに事業譲渡する。
- 2006年3月11日：渋谷ジョイシネマを「シネマGAGA!」に館名変更、リニューアルオープン。
- 2008年12月23日：シネマGAGA!を「渋谷HUMAXシネマ」に館名変更。
- 2009年5月31日：新宿ジョイシネマ1・2・3を閉館。
- 2013年3月31日：銀座シネパトスを閉館。

## 映画館

### 渋谷HUMAXシネマ
- 東京都渋谷区宇田川町のヒューマックスパビリオン渋谷公園通り4階にある映画館で、2021年現在、ヒューマックスシネマが運営する唯一の1スクリーン館。定員202席。
- 1963年渋谷地球会館落成、「渋谷地球座」として開館。1976年頃「渋谷ジョイシネマ」と改称[2]、1989年10月、改築のため道玄坂1丁目の渋谷エムパイアビル（旧リキ・スポーツパレス、後に改築してヒューマックス渋谷ビルとなる）へ移転し「渋谷ジョイシネマ1・2」の2館で仮営業（1は158席、2は130席）[2]。1992年1月、再移転のため閉館[3]。同年11月26日[4]、完成したヒューマックスパビリオンへ戻り新装オープン、再び「渋谷ジョイシネマ」1館となる、232席[4]。2005年、ギャガ・コミュニケーションズが映画興業権を取得[5]、2006年3月に「シネマGAGA!」としてリニューアル[6]したが2008年には撤退、同年12月23日から現館名に変更した。

### 池袋HUMAXシネマズ
- 東京都豊島区東池袋の池袋サンシャイン60通り沿いにあるシネマコンプレックス。旧「池袋ジョイシネマ」をリニューアルする形で2000年7月8日オープン。当初は4スクリーンであったが、2014年3月21日に6スクリーンとなる。1,464席。主に東宝系の作品が上映されている。2023年1月末までに「シネマ5・6」を閉館し4スクリーン（1,208席）となる。1月6日、2スクリーンの閉館にあたって使用していた備品のフリーマーケットの開催を告知し[7]、1脚9999円で座席を予約販売をしたところ[8]、申し込みが殺到し[9]、19日までに申し込みが締め切られた[7]。
  - シネマ1：453席
  - シネマ2：208席
  - シネマ3：306席
  - シネマ4：241席
  - シネマ5：137席
  - シネマ6：119席

### 成田HUMAXシネマズ
- 千葉県成田市の商業施設「イオンモール成田」と道路を挟んで隣に所在するシネマコンプレックス。イオンモール成田とは連絡歩道橋で結ばれている。8スクリーンを持つ「成田HUMAXシネマズ8」として2002年3月オープン。2012年5月25日にIMAXデジタルシアターを、2017年4月21日に日本初のオールペアシート仕様（最前列のラグジュアリーシートを除く）のシネマ10「フタリウム」を新設。10スクリーン、2,155席。
  - シネマ1：405席
  - シネマ2：265席
  - シネマ3：188席
  - シネマ4：181席
  - シネマ5：171席
  - シネマ6：134席
  - シネマ7：134席
  - シネマ8：124席
  - シネマ9（IMAXデジタル）：471席
  - シネマ10（フタリウム）：82席

### 横須賀HUMAXシネマズ

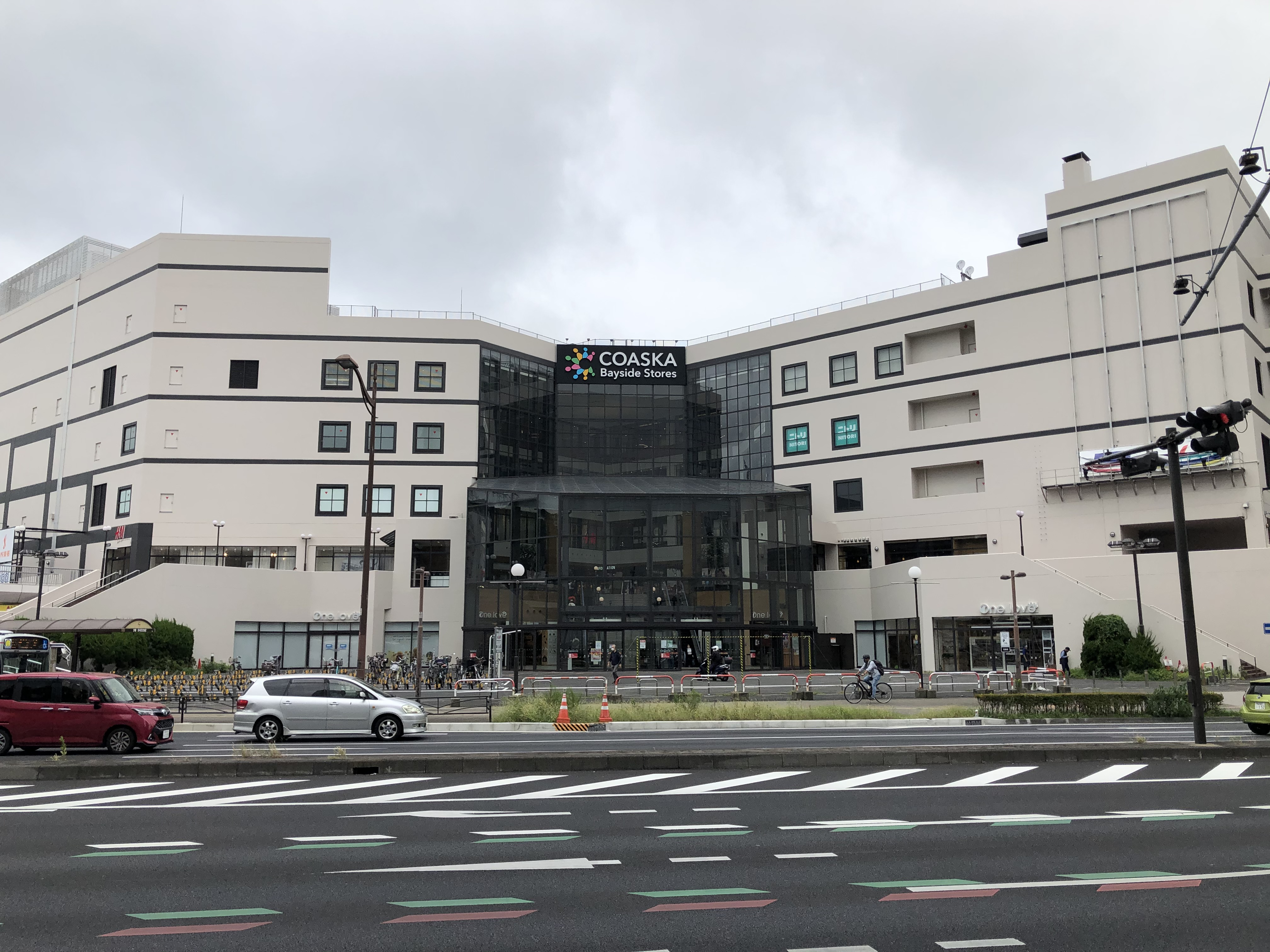
横須賀HUMAXシネマズが入居するコースカベイサイドストアーズ

- 神奈川県横須賀市本町2丁目の「コースカベイサイドストアーズ」4階に所在するシネマコンプレックス。ショッパーズプラザ横須賀の全館リニューアル工事に伴い2019年4月23日をもって一度閉館した。閉館当初は再開業は未定とされていたが、2019年7月にリニューアル後の再開業が決定した[10]。新型コロナウイルス感染症流行の影響により、当初の予定から約1か月遅れとなる2020年6月5日にリニューアルオープンした。10スクリーン、1,200席。
  - シネマ1：296席
  - シネマ2：228席
  - シネマ3：110席
  - シネマ4：82席
  - シネマ5：85席
  - シネマ6：106席
  - シネマ7：76席
  - シネマ8：78席
  - シネマ9：75席
  - シネマ10：64席

### かつて存在した映画館
- 新宿ジョイシネマ（東京都新宿区歌舞伎町1丁目・2009年5月31日閉館）
  - シネマ1：400席、シネマ2：305席、シネマ3（旧：新宿シネパトス）：296席。

- 銀座シネパトス三原橋地下街南側入口

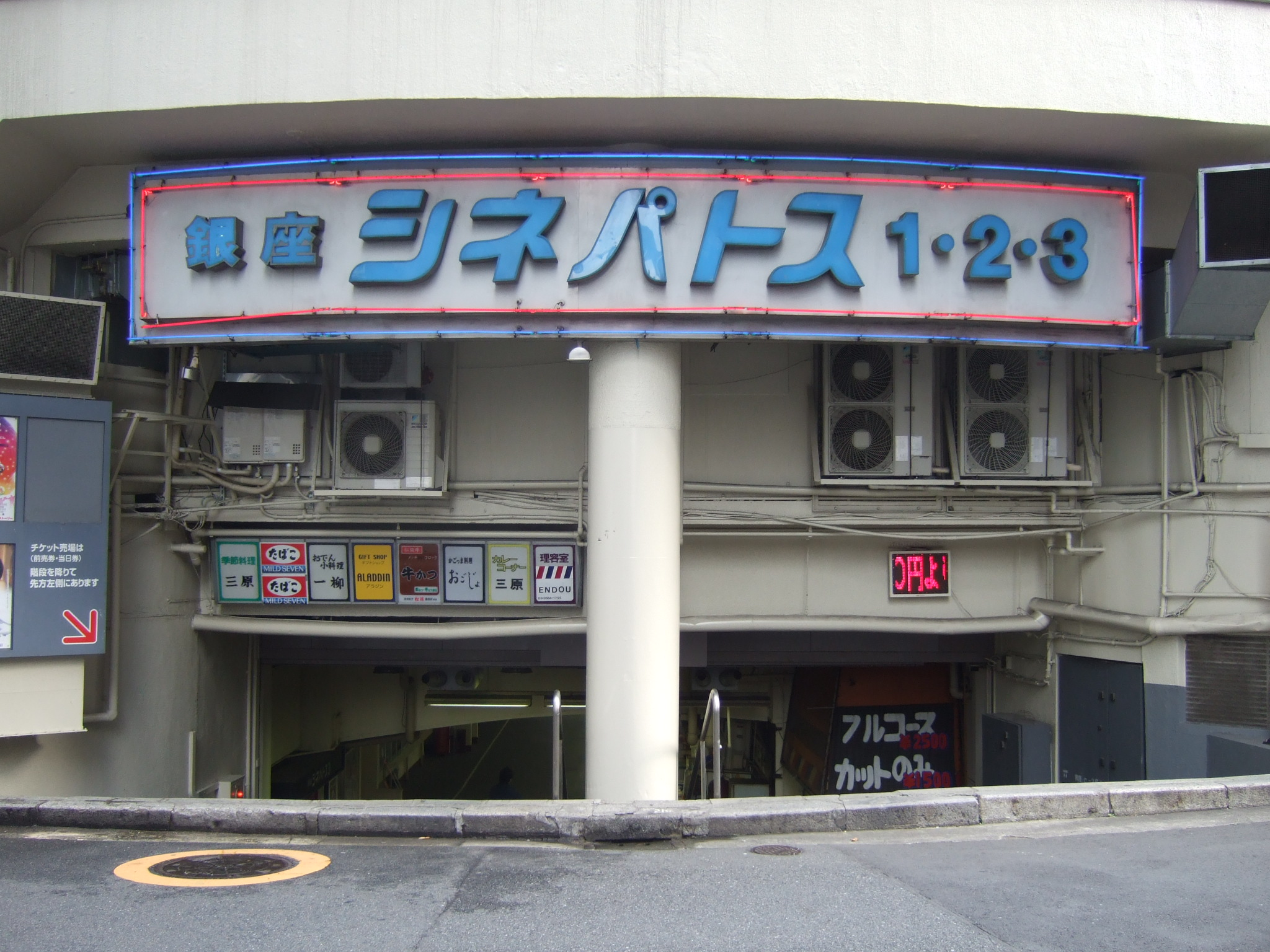
三原橋地下街南側入口

  - 東京都中央区銀座4丁目に所在。1988年7月にオープン。もともと別経営の「銀座地球座」「銀座名画座」として存在していた映画館を改装したものである。3スクリーン、379席。劇場は東京メトロ日比谷線東銀座駅近くの晴海通りの直下、三原橋地下街にあり、劇場とほぼ同じ位置で横切る線路があるため、電車の走行音が聞こえた。
  - 1990年代はホラーやエロティックなイタリア映画、スペイン映画が主体であったが、2003年頃からはムーブ・オーバー作品、インディペンデント系の洋画および日本のミニシアター作品などのB級映画が上映タイトルの中心となった。また、「銀座地球座」「銀座名画座」創設40周年を迎えた2008年からは、1館を邦画名画専門館として『名画座宣言』を行い、特集上映・トークイベント等を行っていた。
  - 東日本大震災後に行った地下街の耐震診断で、耐震性に問題があることから、2013年3月31日に閉館した[11]。閉館前の同劇場を舞台にして撮影されたオールスター映画『インターミッション』（樋口尚文監督）がラストロードショー作品となって話題を集めた[12]。
    - シネパトス1：177席
    - シネパトス2：130席
    - シネパトス3：72席